# Jean Michaël Seri
Jean Michaël Seri (Grand-Béréby, Costa de Marfil, 19 de julio de 1991) es un futbolista marfileño que juega como centrocampista en el Al-Orobah F. C. de la Liga Profesional Saudí.

## Trayectoria

### Inicios y primeros años
Seri se formó en el África Sports de Abiyán, un equipo de la capital de su país. Después, daría el salto al ASEC Mimosas, considerado como uno de los equipos más influyentes de Costa de Marfil, hasta que el Fútbol Club Oporto lo incorporó en calidad de cedido a finales de 2012 a su equipo filial. Sin embargo no logró afianzarse en el equipo luso y recaló en el Futebol Clube Paços de Ferreira en verano de 2013 con carta de libertad.
Allí jugó 69 partidos antes de marchar a Francia en 2015, concretamente al Olympique Gymnaste Club de Nice, tras un pago de un millón de euros al equipo portugués.

### Etapa en Niza
Seri tuvo destacadas actuaciones en el club francés en la temporada 2016-17, en la que el equipo galo llegó a liderar durante varias jornadas el campeonato francés, hasta que la Association Sportive de Monaco Football Club le superase, haciéndole también más tarde el París Saint-Germain Football Club, a la postre campeón y subcampeón del torneo.
Compartió equipo con Mario Balotelli, Dante Bonfim, Younès Belhanda por citar algunos, y fue nombrado mejor jugador africano de Francia, por lo que suscitó el interés de otros clubes en contratarle y finalizar la temporada con 7 goles y 9 asistencias.[cita requerida]

### Fulham
El 12 de julio de 2018 el Fulham F. C. anunció su fichaje hasta junio de 2022.

### Galatasaray
Tras el descenso a la EFL Championship del equipo londinense, en julio de 2019 fue cedido al Galatasaray S. K. por una temporada a cambio de 1,5 millones de euros con una opción de compra valorada en 18 millones de euros.

## Clubes
| Club                                | País            | Año       |
| ----------------------------------- | --------------- | --------- |
| ASEC Mimosas                        | Costa de Marfil | 2010-2013 |
| F. C. Porto "B" (cedido)            | Portugal        | 2012-2013 |
| F. C. Paços Ferreira                | Portugal        | 2013-2015 |
| O. G. C. Niza                       | Francia         | 2015-2018 |
| Fulham F. C.                        | Inglaterra      | 2018-2022 |
| Galatasaray S. K. (cedido)          | Turquía         | 2019-2020 |
| F. C. Girondins de Burdeos (cedido) | Francia         | 2021      |
| Hull City A. F. C.                  | Inglaterra      | 2022-2024 |
| Al-Orobah F. C.                     | Arabia Saudita  | 2024-     |

## Palmarés

### Títulos nacionales
| Título               | Club              | País       | Año  |
| -------------------- | ----------------- | ---------- | ---- |
| Supercopa de Turquía | Galatasaray S. K. | Turquía    | 2019 |
| EFL Championship     | Fulham F. C.      | Inglaterra | 2022 |

### Títulos internacionales
| Título                    | Equipo          | Sede            | Año  |
| ------------------------- | --------------- | --------------- | ---- |
| Copa Africana de Naciones | Costa de Marfil | Costa de Marfil | 2023 |

## Vida privada
Es cristiano devoto.